# سام اشفورد
سام اشفورد (انگلیسی: Sam Ashford؛ زادهٔ ۲۱ دسامبر ۱۹۹۵) بازیکن فوتبال است.
وی همچنین در تیم ملی فوتبال England C بازی کرده‌است.